# Budhni
Budhni là một thị xã và là một nagar panchayat của quận Sehore thuộc bang Madhya Pradesh, Ấn Độ.

## Nhân khẩu
Theo điều tra dân số năm 2001 của Ấn Độ, Budhni có dân số 13.862 người. Phái nam chiếm 55% tổng số dân và phái nữ chiếm 45%. Budhni có tỷ lệ 71% biết đọc biết viết, cao hơn tỷ lệ trung bình toàn quốc là 59,5%: tỷ lệ cho phái nam là 78%, và tỷ lệ cho phái nữ là 63%. Tại Budhni, 14% dân số nhỏ hơn 6 tuổi.